# Motorrad-Europameisterschaft 1929
Die Titel der Motorrad-Europameisterschaft 1929 wurden beim VI. Großen Preis der F.I.C.M. vergeben, der am 19. und 20. Oktober 1929 in L’Ametlla del Vallès, etwa 30 Kilometer nördlich von Barcelona in Spanien ausgetragen wurde.
Der Große Preis von Europa fand erstmals nicht im Rahmen eines nationalen Grand Prix statt, sondern wurde wegen des jährlichen Kongresses der F.I.C.M., der diesmal in Spanien stattfand, und der Weltausstellung 1929 in Barcelona in Spanien veranstaltet, das zur damaligen Zeit noch keinen nationalen Motorrad-Grand-Prix austrug.
Die etwa 16 Kilometer lange Strecke führte durch die Orte L’Ametlla del Vallès, Granollers, Caldes de Montbui und Sant Feliu de Codines.

## Rennverläufe
In der 175-cm³-Klasse gingen zehn Piloten an den Start. Der DKW-Werkspilot Josef Klein aus Merzig duellierte sich von Rennbeginn an mit dem Italiener Riccardo Brusi (Benelli). Etwa zur Mitte des Laufes setzte sich Klein ab und behielt die Führung bis ins Ziel. Wie schon im Vorjahr wurde Brusi Vize-Europameister und der Franzosen Albert Sourdot auf Monet et Goyon Dritter.
Den Lauf der Viertelliterklasse siegte der Brite Frank Longman auf OK-Supreme vor Mario Ghersi aus Italien, der für Moto Guzzi startete, und seinem Landsmann George Himing auf Zenith. Für Longman war es nach 1926 bereits der zweite EM-Titel.
Im Rennen der 350-cm³-Klasse, das über eine Renndistanz von 330 Kilometern führte, erreichten nur vier Piloten das Ziel. Josef Klein ging erneut an den Start, musste seine DKW jedoch noch in der ersten Runde mit Kettenschaden abstellen. Es siegte Leo Davenport aus England auf Norton.
In der Halbliterklasse gewann der britische Rudge-Pilot Percy Hunt vor seinem Teamkollegen Graham Walker.
Zum zweiten Mal in der Geschichte der Motorrad-EM wurden auch Läufe für Gespanne ausgetragen. In der 350-cm³-Kategorie, in der nur ein Gespann die Zielflagge sah, siegte der Brite Freddie Hicks auf Velocette. Bei den 600ern gewann Dennis Mansell auf Norton vor den Scott-Piloten Edgar d’Eternod aus der Schweiz und dem einheimischen Vicente Naure.

## Rennergebnisse
| Klasse             | Sieger                                | Zweiter                             | Dritter                            |
| ------------------ | ------------------------------------- | ----------------------------------- | ---------------------------------- |
| 175 cm³            | Josef Klein (DKW)                     | Riccardo Brusi (Benelli)            | Albert Sourdot (Monet et Goyon)    |
| 250 cm³            | Frank Longman (OK-Supreme)            | Mario Ghersi (Moto Guzzi)           | George Himing (Zenith)             |
| 350 cm³            | Leo Davenport (Norton)                | George Rowley (A.J.S.)              | Fernando Aranda (New Imperial)     |
| 500 cm³            | Percy Hunt (Rudge)                    | Graham Walker (Rudge)               | Charlie Dodson (Sunbeam)           |
| Gespanne (350 cm³) | Freddie Hicks / unbekannt (Velocette) | nur ein Gespann erreichte das Ziel  | nur ein Gespann erreichte das Ziel |
| Gespanne (600 cm³) | Dennis Mansell / unbekannt (Norton)   | Edgar d’Eternod / unbekannt (Scott) | Vicente Naure / unbekannt (Scott)  |